# 巡洋舰级
巡洋舰级（英語：cruiserweight），或翻譯為次重量级，在部分比賽中則称为初重量级（junior heavyweight），是搏击运动的的体重级别之一。

## 拳击
在职业拳击中，巡洋舰级位于轻重量级与重量级之间。最初该级别的划分标准为不超过190磅（86.2公斤），不过现已增至200磅（90.7公斤）。世界拳击理事会（WBC）是最早引入巡洋舰级的拳击组织。1979年12月，马尔温·卡梅尔与马特·帕尔洛夫在WBC首场巡洋舰级对决中战成平手。在次年3月的再度交锋中，卡梅尔获胜并成为了该级别的首位世界拳王。
约翰尼·尼尔森与马尔科·胡克共同保持着该级别连续卫冕的纪录，他们都曾13次成功卫冕世界拳击组织（WBO）巡洋舰级拳王。

### 现任巡洋舰级世界拳王
| 组织 | 日期          | 拳王              | 战绩         | 卫冕次数 |
| ---- | ------------- | ----------------- | ------------ | -------- |
| WBA  | 2019年5月30日 | Arsen Goulamirian | 26-0 (18 KO) | 2        |
| WBC  | 2020年1月31日 | Ilunga Makabu     | 29-0 (25 KO) | 2        |
| IBF  | 2020年9月26日 | Murat Gassiev     | 28-1 (20 KO) | 1        |
| WBO  | 2021年3月20日 | Oleksandr Usyk    | 18-0 (14 KO) | 2        |

## 踢拳
在踢拳运动中，巡洋舰级通常为181磅（82公斤）至195磅（88公斤）。而根据国际踢拳联合会规定，职业与业余踢拳的巡洋舰级划分标准为186.1磅至195磅（84.6公斤至88.6公斤）。